# Vojtech Hornáček
Vojtech Hornáček (* 1952) je bývalý slovenský fotbalový brankář.

## Fotbalová kariéra
V československé lize hrál za Inter Bratislava. Nastoupil v 8 ligových utkáních. Byl náhradníkem Miroslava Kovaříka. Do Interu přišel v lednu 1974 z ČH Bratislava.

## Ligová bilance
| Ročník                                   | Zápasy | Góly | Klub             |
| ---------------------------------------- | ------ | ---- | ---------------- |
| 1. československá fotbalová liga 1974/75 | 8      | 0    | Inter Bratislava |
| CELKEM                                   | 8      | 0    |                  |